# منطقه حفاظت‌شده واز
منطقه حفاظت شده واز در استان مازندران، با مساحتی نزدیک به ده هزار هکتار در سال ۱۳۸۰ حفاظت شده‌است. منطقه واز کوهستانی با چندین رودخانه و هوایی مرطوب سرد و مرطوب دارد؛ و از انبوه جنگل‌های هیرکانی و مراتع ییلاقی برخوردار است که محل زیست طبیعی گونه‌های جانوری: پلنگ، مرال، شوکا، خرس قهوه‌ای و… می‌باشد؛ و دارای زمینه مناسبی برای فعالیت‌های پژوهشی و جاذبه‌های گردشگری است.